# ヒュー・ビーバー
サー・ヒュー・エア・キャンベル・ビーバー（英語：Sir Hugh Eyre Campbell Beaver、1890年5月4日 - 1967年1月16日）は、イギリスの実業家、官僚、土木工学者。ギネス世界記録の設立者として知られる。ギネス社長、建設省長官を歴任。

## 経歴
1890年5月4日に南アフリカのヨハネスブルグに生まれた。バークシャーのウェリントン・カレッジで学んだ。
1910年から2年間インドで警察官を務めた。1921年にイギリスに帰国し、建築設計事務所のサー・アレクサンダー・ギブ・アンド・パートナーズに入社し、サー・アレクサンダー・ギブの個人秘書を務めた。カナダ首相・リチャード・ベッドフォード・ベネットの依頼でカナダに派遣され、カナダ全国港湾計画を担当した。1931年に焼失したニューブランズウィック州セントジョン港の再建を指揮した。その後、同社のパートナーとなり、主に工場建設やイギリスの不況地の再興業化に取り組んだ。第二次世界大戦中はイギリスの建設省長官を務め、戦時中の全工事計画を担当した。戦後はニュータウン委員会委員として活躍した。1943年にナイトの称号を授与された。
1945年、ギネスに副社長として就任した。翌年、社長に就任し、醸造所の近代化と事業領域の拡大に取り組んだ。1952年に発生したロンドンスモッグの際は、大気汚染委員会（通称ビーバー委員会）委員長に任命され、ロンドンの深刻な大気汚染問題を調査した。1954年、委員会は世論の変化もあり、大気汚染の改善につながる結果を報告した。
その他に、英国経営協会会長（1951–1954年）、発電所建設委員会会長（1952–1953年）、科学技術研究所諮問委員会会長（1954–1956年）、英国産業連盟会長（1957年）、コロニアル・デベロップメント・コーポレーション取締役を歴任した。1956年、公共事業と産業界への貢献が認められ、大英帝国勲章ナイト・コマンダーの称号を授与された。1959年から1960年まで、王立統計学会会長を務めた。1967年1月16日にロンドンで心不全のため死去した。76歳没。

## 栄典・称号
- ナイト・バチェラー（1943年）
- 大英帝国勲章ナイト・コマンダー（1956年）